# Haymarket Media Group
Haymarket Media Group är ett förlag som skapades av bland annat Michael Heseltine. Haymarket är den största privata utgivaren av tidningar i Storbritannien med fler än 100 tidningar och flera webbplatser.